# Malcolm McVean
Malcolm McVean (né le 7 mars 1871 à Jamestown (West Dunbartonshire), mort le 6 juin 1907 à Glasgow) était un joueur de football écossais au XIXe siècle. 

## Biographie
Il a été recruté par John McKenna pour jouer pour le Liverpool Football Club. McVean a été un membre cadre de la Team of the all Macs ; il a marqué le premier but de Liverpool lors d'un match amical le 1er septembre 1892 contre Rotherham Town FC, match remporté 7-1 par Liverpool.
McVean a aussi été le capitaine de Liverpool lors de leur premier match en compétition en Lancashire League contre Higher Walton le 3 septembre 1892.
Quand le club de Liverpool est admis en Football League une année plus tard, c'est McVean qui marque leur premier but en Football League lors d'une victoire 2-0 contre Middlesbrough Ironopolis le 2 septembre 1893.
En tout, McVean a joué 89 matchs pour Liverpool en championnat, 43 d'entre eux en première division où il a marqué huit buts en quatre saisons de 1893 à 1897. Il a réalisé une saison à Burnley où il a seulement fait quatre apparitions. 
McVean a connu la montée et la descente lors de chacune des quatre saisons qu'il a effectuées en Angleterre : promu avec Liverpool en 1894, relégué en 1895, promu en 1896, et relégué avec Burnley en 1897. 
Il quitte le championnat de football anglais pour rejoindre son pays natal, l'Écosse, et le club de Dundee.